# 横沥站 (东莞)
横沥站，位于中国广东省东莞市横沥镇，为广深铁路已停用的四等站。车站停用前办理客货运业务，由广铁集团广深铁路公司管辖。
横沥站于1911年启用，是广九铁路华段首批建成开通的车站。1980年代广深铁路建设复线时，横沥站进行了改建，设有5条股道。
2003年9月广州东至深圳的8443/8444次列车停运后，车站停办客运业务；货运业务亦于2005年7月停办。2009年，橫沥站撤销。